# Ampparit
Ampparit.com ist ein finnisches Web-Nachrichtenportal, das im Jahre 2004 gegründet wurde. Die Dienstleistung sammelt Nachrichten aus mehr als 250 Quellenmedien und zeigt die Rubriken in einer Liste. Es ist auch möglich, nach einer Nachricht zu suchen. Zusätzlich zu den Nachrichten enthält die Seite Informationen über das Wetter, Fernsehprogramme, eine Nachrichtenkarte, einen Web-Fernsehsender und einen Blog. Die Benutzer können eigene Profile anlegen und dadurch den Inhalt der Webseite filtern.

## Versionen

### Mobilversionen
Zwei Mobilversionen sind entwickelt worden: Ampparit Mini für Mobiltelefone mit kleinen Bildschirmen, und Ampparit Lite für Geräte mit größeren Monitoren. Zusätzlich gibt es Anwendungen für iPhone, Android und Windows Phone.

### Witpik
Witpik ist ein Werkzeug für professionelle Medienbeobachtung, das für den Konzeptwettbewerb Ideka 2006 unter dem Namen Ampparit Pro – Business Intelligence entwickelt wurde. Der Name wurde im Jahr 2010 aufgrund der Erweiterung des Dienstes für den russischen Markt zu Witpik Media Monitoring geändert. Später im selben Jahr wurde Witpiks Mobilversion veröffentlicht.

## Popularität
Im Jahre 2011 belegte Ampparit.com mit mehr als 300 000 Besuchern pro Woche Platz 30 einer Studie von TNS Metrix über die Besucherzahl finnischer Webseiten. Sie war auch eine der meistbesuchten Webseiten. Nach Informationen von TNS Metrix und einer Anfrage von Digitoday ist Ampparit.com das beliebteste Nachrichtenportal Finnlands.